# 东许三清庙献殿
东许三清庙献殿，位于山西省临汾市曲沃县高显镇东许村。
1987年8月，三清庙献殿公布为曲沃县文物保护单位。2013年3月5日，东许三清庙献殿公布为第七批全国重点文物保护单位。